# Juan Guiteras Gener
Juan Guiteras Gener (Matanzas (Cuba), 4 de gener, 1852 - Cuba, 28 d'octubre, 1925), fou un metge patòleg cubà, cèlebre per la seva contribució a la medicina tropical, especialment en la investigació de la febre groga.
Era fill d'Eusebi Guiteras i Font i va estudiar en els hospitals de Filadèlfia; de 1879 a 1869 serví com a metge en la Marina nord-americana, i des de 1881 es distingí per la seva pràctica i estudis envers la febre groga. Professor de l'Escola de Medicina de Charleston de 1884 a 1888 y de la Universitat de Filadèlfia, passà a Cuba el 1898 amb l'exercit nord-americà, desenvolupant per espai de molts anys (1900/21) la càtedra de patologia i malalties tropicals de la Universitat de l'Havana. A més, va ser, secretari del departament de Sanitat pública i director del hospital de Las Animas.
Fou un dels principals col·laboradors del doctor Carlos Juan Finlay y Barrés, contribuint a la extinció de la febre groga a Cuba; va descobrir la filaria Bancrofti als Estats Units el 1886; demostrà la importància de la febre groga infantil en la endemicidad de la dolència i introduí en Amèrica els mètodes moderns de la patologia tropical.
Va publicar:
- Development of the Skeleton as Influenced by Functional Activities (1873);
- Notes on Pathology for Students of the University of Pannsylvania; Experimental Yellow Fever (l'Havana, 1901);
- Recent Discoveries on Malaria and the Mosquito (1900);
- Chappa, Aceoptapia mutilante (1904);
- Cartas sobre el cólera (l'Havana, 1911);
- Insect Borne Diseases (1916).

El 1900 fundà la Revista de Medicina Tropical, i en 1911, per encàrrec del Govern cubà, publicà una Selección de los trabajos deñl doctor Finlay, en castellà i en anglès.